# Phrynus mexicanus
Cet article concerne Phrynus mexicanus. Pour l'ancien Phrynus mexicanus, voir Paraphrynus mexicanus.
Espèce
Synonymes
- Phrynus mexicana Poinar & Brown, 2004

Phrynus mexicanus est une espèce fossile d'amblypyges de la famille des Phrynidae.

## Distribution
Cette espèce a été découverte dans de l'ambre du Chiapas au Mexique. Elle date du Néogène.

## Étymologie
Son nom d'espèce lui a été donné en référence au lieu de sa découverte, le Mexique.

## Publication originale
- Poinar & Brown, 2004 : A new whip spider (Arachnida: Amblypygi), Phrynus mexicana, is described from Mexican amber. Fossil spiders in Amber and Copal, Beiträge zur Araneologie, vol. 3B, p. 1881-1885 (en).